# 미소덴드룸속
미소덴드룸속(Misodendron)은 속씨식물 속으로, 반기생식물의 일종이다. 다양한 노토파구스속 식물에 겨우살이를 한다. 12종 모두 남아메리카에 제한적으로 자생한다.
미소덴드룸속은 미소덴드룸과(Misodendraceae)의 유일속으로 단향목으로 분류된다. 이 과는 많은 분류학자들이 인정하고 있고, 2003년의 APG II 분류 체계(1998년의 APG 분류 체계와 다르지 않음)도 포함하고 있으며 진정쌍떡잎식물군의 단향목으로 분류하고 있다.

## 같이 보기
- 기생 식물